# Estyle.com Classic 2000
Estyle.com Classic 2000 — жіночий тенісний турнір, що проходив на відкритих кортах з твердим покриттям у Лос-Анджелесі (США). Належав до турнірів 2-ї категорії в рамках Туру WTA 2000. Відбувсь удвадцятьсьоме і тривав з 7 до 13 серпня 2000 року. П'ята сіяна Серена Вільямс здобула титул в одиночному розряді й отримала 87 тис. доларів США.

## Фінальна частина

### Одиночний розряд
Серена Вільямс —  Ліндсі Девенпорт, 4–6, 6–4, 7–6(7–1)
- Для Вільямс це був 2-й титул в одиночному розряді за сезон і 7-й - за кар'єру.

### Парний розряд
Елс Калленс /  Домінік Ван Рост —  Кімберлі По /  Анн-Гель Сідо, 6–2, 7–5
- Для Калленс це був 4-й титул в парному розряді за кар'єру, і так само 4-й для Ван Рост.